# Pavel Lohonka
Pavel Lohonka, uměleckým jménem Pavel Žalman Lohonka, zkráceně též Žalman (* 20. března 1946, České Budějovice), je český folkový písničkář, skladatel, textař, zpěvák a kytarista, jedna z nejvýraznějších postav české folkové scény.

## Život
S prarodiči, rodiči, bratrem Janem a sestrou Marií, která zemřela v dětském věku, vyrůstal ve vsi Pohůrka, jež je dnes součástí Českých Budějovic. Už jako dítě si vybudoval silný patriotický vztah k jižním Čechám, jímž je poznamenána jeho umělecká tvorba. Rodina Lohonků má z otcovy strany polsko-litevské kořeny. Písničkářovo příjmení původně znělo Lohoňka, k odstranění háčku došlo v roce 1961 kvůli chybnému zápisu jména do občanského průkazu.
V plzeňských závodech Škoda se vyučil dřevomodelářem (výroba dřevěných modelů pro tvorbu matric k odlévání kovu), ale tuto profesi prakticky nikdy nevykonával. V závodech Škoda pracoval nejprve jako rýsovač a po ukončení základní vojenské služby na Slovensku u Podunajské pohraniční stráže jako truhlář.
Hudba ho provázela od teenagerského věku, kdy coby zpěvák a kytarista vystupoval s beatovými, trampskými a folkovými skupinami. V té době také získal přezdívku Žalman (nebo také Žalmíř), která odkazuje k jeho tíhnutí ke smutnému a hloubavému písničkářskému projevu. Profesionálně se hudbě věnuje od roku 1976, kdy jako první jihočeský folkař získal statut umělce na volné noze.
Pavel Lohonka byl a je vůdčí postavou několika významných českých folkových souborů. Známé je jeho působení v legendární jihočeské folkové kapele Minnesengři, kde působil od roku 1969 do roku 1985. Zejména jako autor spolupracoval i s další významnou jihočeskou folkovou skupinou Nezmaři či pardubickou skupinou Stopa (skupina Spojených trampských osad Pardubice).
Od roku 1982 do současnosti působí ve vlastní hudební skupině Žalman & spol. Tu založil s multiinstrumentalistou Antonínem Hlaváčem (kytaristou kapely Nezmaři) a zpěvačkou Pavlínou Jíšovou. Skupina se pod názvem Žalmanův jihočeský výběr představila na festivalu Porta 1982. Publikum si kapelu okamžitě zamilovalo a její popularitu utužila zvláštní událost, kdy se během jejího festivalového vystoupení při skladbě A přiletí k nám zlej a krutej déšť (coververze Dylanovy písničky A Hard Rain’s A-Gonna Fall) spustil z jasné oblohy déšť. Přesně tatáž situace se během téže písničky opakovala i o rok později. To už kapela vystupovala pod názvem Žalman & spol., který jí spontánně přidělili kolegové z folkové branže, a Pavel Lohonka získal dočasnou přezdívku Šaman.
Během více než čtyřiceti let existence prošla skupina Žalman & spol. mnoha personálními obměnami. Hráli v ní muzikanti jako Jaroslav Matějů (kytara, bendžo, flétny), Vojtěch Zícha (kytara, bendžo, dobro), Jaroslav Kovář (kontrabas), Jan Brož (akustická a elektrická kytara) nebo Pavel Malina (akustická a elektrická kytara), na postu zpěvaček se po Pavlíně Jíšové vystřídaly Lenka Slabá, Michaela Krmíčková a Jindřiška Petráková-Brožová. Od roku 2017 skupinu tvoří Pavel Lohonka (zpěv, akustická kytara), Petr Novotný (zpěv, baskytara, klávesy), Petr Havrda (zpěv, akustická kytara, elektrická kytara) a Michaela Hálková (zpěv, flétny, perkuse), která pod dívčím jménem Michaela Krmíčková zpívala v jedné ze sestav skupiny v 90. letech. Kromě koncertování s kapelou Žalman & spol. vystupuje Pavel Lohonka také sólově.
Na konci 80. let byl Pavel Lohonka spolu s Vlastou Redlem, Jaroslavem Samsonem Lenkem a Slávkem Janouškem součástí projektu Zůstali jsme doma, který původně vznikl jako recese, kdy jeho protagonisté šířili povědomí o geniálním a "zakázaném" písničkáři Frantovi Markvartovi. Společně napsali několik písní, jež vydávali za dílo fiktivního Markvarta, a sklízeli s nimi na folkové scéně úspěch. Cimrmanovsky laděná fikce se dlouho neudržela, zúčastnění písničkáři dál v projektu pokračovali pod svými jmény a natočili celkem tři alba. Pavel Lohonka však zanechal autorskou stopu jen na prvním z nich, Zůstali jsme doma, pak projekt z důvodu časového vytížení a soustředění se na vlastní tvorbu opustil.
Vlastní tvorba Pavla Lohonky čerpá z několika inspiračních zdrojů. Vedle jihočeských lidových písniček je výrazným zdrojem tvorba osobností světového folku a také lidová hudba jiných národů, zejména hudba severoamerických indiánů a skotská lidová hudba. Za zásluhy o šíření skotské lidové hudby získal čestný titul Lorda z Glencoe.
Jeho tvorba je charakteristická posmutnělou, někdy až teskně chmurnou náladou, je to hudba značně hloubavá, meditativní a až sentimentálně poetická. Pavel Lohonka vyniká nezaměnitelným hlasem barytonového zabarvení, intonační jistotou, interpretační přesvědčivostí a klidným, střídmým projevem. Při aranžích svých písní často sází na vícehlasy.
Pavel Lohonka byl v osmdesátých letech významnou osobností tehdy masově populárního folkového festivalu Porta, kde se v rámci jeho soutěžní části angažoval jako porotce. Je jedním z hlavních zakladatelů dnes už zaniklého folkového festivalu Zahrada, který navazoval na tradici Porty.
Pavel Lohonka napsal kolem 400 písní a několik desítek textů pro jiné interprety. Kromě alb a singlů, které natočil se skupinami Minnesengři a Žalman & spol., se jeho skladby objevily na více než dvou stovkách různých kompilací a samplerů. Patrně největší sbírku archiválií týkajících se Žalmanovy tvorby shromáždil sběratel Radek Pokorný. Jeho sbírka obsahuje všechna alba na všech nosičích, na nichž vyšla, všechny singly, samplery a kompilace, zpěvníky a knihy, stovky fotografií, novinových výstřižků, plakátů a dalších dokumentů. Velká část sbírky byla veřejnosti poprvé představena v roce 2017 v rámci Folkových prázdnin v Telči.
Se skupinami Minnesengři a Žalman & spol. natočil Pavel Lohonka několik hudebních filmů. V roce 2018 měl premiéru celovečerní stylizovaný dokument Žalman – Naslouchám tichu Země (režie Zdeněk Gawlik), který běžel několik měsíců v kinech a následně ho zařadila do vysílání Česká televize.
Je autorem beletristicky laděných životopisných knih Ráno bylo stejný a 70 jar, písniček a povídání a pohádkové knížky Hastrmánek Žouželka. Vyšlo mu několik zpěvníků, v 80. letech v samizdatu, později oficiálně, z nichž nejobsáhlejší je Žalmanův velký zpěvník. V roce 1996 vyšla jeho monografie Takový Žalman (truvér naděje) z pera Michala Huvara.
Pavel Lohonka obdržel mnoho hudebních ocenění, například Zlatá Porta 1987 za přínos k rozvoji žánru, Velká Porta 1992 za celoživotní tvorbu, Zlatý klíč ankety časopisu Folk & Country 2001 a mnoho dalších. Je držitelem několika Zlatých a Platinových desek a Křišťálové desky vydavatelství Venkow za padesát tisíc prodaných nosičů.
Pavel Lohonka je čtyřikrát ženatý, z prvního manželství má dceru Kláru a syna Ondřeje. Má vnučku Marii a vnuka Arnošta Šafáře, který se věnuje hře na klasickou koncertní kytaru.

## Diskografie
Minnesengři – řadová studiová alba
- Nezacházej slunce – Panton 1976
- Bělovláska – Panton 1980
- Už sluníčko z hory vyšlo – Panton 1989
- Když Bůh Jihočechy stvořil – hanbaté a pijácké lidové písně – Venkow 1992; společné album skupin Žalman & spol. a Minnesengři
- Čert aby vzal muzikanty – Venkow 1995
- Na jih od pop-music (1980–1985) – Venkow Records 1997
- Pavlína Braunová a Minnesengři: Bílé místo – Galén 2013

Minnesengři – kompilační alba a výběry
- Nech spaní a běž – Venkow 1996
- Minnesengři – Master Serie – Venkow Records 1998
- Žalman a Minnesengři: Hej dum dá – nejlepší písně z let 1968–1992 – Brothers Records 2003 (2CD)
- 45 ke 45 – to nejlepší – Radioservis 2013 (2CD)

Žalman & spol. – řadová studiová alba
- Žalman & spol. – Panton 1987
- Jantarová země – Panton 1989
- Hodina usmíření – Supraphon 1991
- Tu neděli po ránu – Lotos 1992; album sestavené převážně z lidových písní
- Žalman & spol. + Jantarová země – Panton 1993; souborné vydání prvních dvou alb skupiny Žalman & spol.
- Když Bůh Jihočechy stvořil – hanbaté a pijácké lidové písně – Venkow 1992; společné album skupin Žalman & spol. a Minnesengři; album sestavené z lidových písní
- Písně sebrané pod stolem – Venkow 1993
- Pocestný do sedmého nebe – Venkow 1995.
- Sbohem romantiko – Venkow Records/Polygram 1997.
- Láska a smrt – Venkow Records 1998; album sestavené převážně z lidových písní
- … v roce jedna – Venkow Records/Universal Music 2001
- Nápis na štítu domu – Universal Music 2004 [1]
- Mezi kameny – Universal Music 2008; album s podstatným podílem lidových písní; součástí je DVD se záznamem živého vystoupení
- Cestující muž – Pavel Lohonka 2016
- Moje nevšední roky – Pavel Lohonka 2018; řadové album (CD2) a best of album skupiny – nove natočené verze starších písní (CD1)
- Všechno je teď – Pavel Lohonka 2021

Žalman & spol. – kompilační a best of alba
- Ve znamení Ryb – Universal Music 2000; best of album, nově natočené verze starších písní
- Moje nevšední roky – Pavel Lohonka 2018; řadové album (CD2) a best of album skupiny – nově natočené verze starších písní (CD1)
- My vyhnaní z ráje – 22 písniček, které máte nejradši – Pavel Lohonka 2022; best of album skupiny – nově natočené verze starších písní

Žalman & spol. – živá alba
- Živě na Moravě – Venkow 1996
- Živě v Telči 2012 – Pavel Lohonka 2013; součástí je DVD se záznamem živého vystoupení se skupinou Marien

Pavel Žalman Lohonka – ostatní alba
- Potlach v mé duši – Venkow 1994
- Zatracený písně – Universal Music 2006
- 5+1 – Pavel Lohonka 2010; maxisingl natočený pod hlavičkou Žalman & hosté
- Budějky – Pavel Lohonka 2011; album natočené pod hlavičkou Žalman & hosté

Pavel Žalman Lohonka – kompilační a best of alba
- P. Lohonka Žalman – Panton 1993; kompilace starších nahrávek
- Žalman – Venkow Records/Universal Music 2002; kompilace starších nahrávek (2CD)
- Všech vandráků múza (a další hity) – Universal Music 2007; kompilace starších nahrávek
- Příběhy – Universal Music 2010; kompilace starších nahrávek (3CD)
- Nejkrásnější písničky Pavla Žalmana Lohonky od A do Z – Universal Music 2011; kompilace starších nahrávek (4CD)
- Trvalky – Universal Music 2020; kompilace starších nahrávek (3CD)
- Tak jsme vandrovali... – Supraphon 2021; kompilace starších nahrávek

Pavel Žalman Lohonka – spoluúčast na albech
- Česká mše vánoční – Venkow Records 1993

## Nejznámější skladby
Výběr je proveden na základě počtu zhlédnutí na webu www.karaoketexty.cz; zařazeny jsou skladby, které mají přes 2000 zhlédnutí, přičemž Pavel Lohonka musí být autorem, spoluautorem či autorem úpravy, a ne pouze interpretem; řazení je abecední.
- Barevný šál (skotský tradicionál/P. Lohonka)
- Dálnice č. 5 (G. Lightfoot/P. Lohonka)
- Damián (J. Horner/P. Lohonka)
- Divokej horskej tymián (skotský tradicionál/P. Lohonka)
- Glencoe (skotský tradicionál/P. Lohonka)
- Hodina usmíření (P. Lohonka/P. Lohonka)
- Ho ho watanay (indiánský tradicionál/P. Lohonka)
- Jantarová země (P. Lohonka/P. Lohonka)
- Já, písnička (P. Jíšová, A. Hlaváč/P. Lohonka)
- Jdem zpátky do lesů (P. Lohonka/P. Lohonka)
- Kdo ti zpívá (P. Lohonka/P. Lohonka)
- Kdyby tady byla taková panenka (česká lidová, úprava P. Lohonka)
- Krásnou Pálavou (P. Lohonka/P. Lohonka)
- Kytky stále ještě voní (P. Lohonka/P. Lohonka)
- Labutí křik (P. Lohonka/P. Lohonka)
- Má lady je víno (skotský tradicionál/P. Lohonka)
- Na rozloučenou (P. Lohonka/P. Lohonka)
- Nelituj (P. Lohonka/P. Lohonka)
- Nezacházej slunce (česká lidová, úprava P. Lohonka)
- Padlý anděl (K. Kristofferson, R. Coolidge, S. Bruton, M. Utley/P. Lohonka)
- Padly vody (česká lidová, úprava P. Lohonka)
- Píseň malých pěšáků (J. Prine/P. Lohonka)
- Píšťalko keltská (P. Lohonka/P. Lohonka)
- Prázdný schránky (P. Lohonka/P. Lohonka)
- Přijela jsem v kadilaku (P. Lohonka/P. Lohonka)
- Rána v trávě (P. Lohonka/P. Lohonka)
- Ráno bylo stejný (P. Lohonka/P. Lohonka)
- Sen o Berenice (P. Lohonka/P. Lohonka)
- Severní vítr (skotský tradicionál/P. Lohonka)
- Skřivánek (P. Lohonka/P. Lohonka)
- Svatá Kateřina (P. Lohonka/P. Lohonka)
- Tam na Picadilly (americký tradicionál/P. Lohonka)
- Tři přání (P. Lohonka/P. Lohonka)
- Tulácká ukolébavka (americký tradicionál/P. Lohonka)
- Ukolébavka (P. Lohonka/P. Lohonka)
- Venkovanka (B. Sainte-Marie/P. Lohonka)
- Vítr z hor (P. H. Brennan/P. Lohonka)
- Vojanda (P. Lohonka/text lidový)
- Vracím se domů (P. Lohonka/P. Lohonka)
- Všech vandráků múza (P. Lohonka/P. Lohonka)
- V tej klášterskej hospodě (P. Lohonka/P. Lohonka)
- Za ruku mě vem (P. Lohonka/P. Lohonka)

## Filmografie
Výběr – obsahuje nejdůležitější filmy a pořady, ve kterých Pavel Žalman Lohonka hrál či účinkoval.
- Minnesengři 72 – 1972, režie Vít Hrubín; hudební televizní film, lidové písně v podání skupiny Minnesengři
- Okolo Blateckýho – 1975, režie Vít Hrubín; hudební televizní film, lidové písně v podání skupiny Minnesengři
- Žalman a spol. "na cestě" – 1994, režie Vojtěch Fatka; hudební televizní film, "roadmovie" s písničkami skupiny Žalman & spol.
- Pocestný do sedmého nebe – 1995, režie Vojtěch Fatka; hudební televizní film, filmově zpracované písničky ze stejnojmenného alba skupiny Žalman & spol.
- Žalman v Kanadě – 1996, režie Vojtěch Fatka; dokumentární film o cestě skupiny Žalman & spol. do Kanady
- Tu neděli po ránu – 1992, režie Viktor Polesný; hudební televizní film, filmově zpracované písničky ze stejnojmenného alba skupiny Žalman & spol.
- Žalman – Padesátka v Lucerně – 1996, režie Rudolf Vodrážka; televizní záznam narozeninového koncertu Pavla Žalmana Lohonky
- Láska a smrt – 1999, režie Viktor Polesný; hudební televizní film, filmově zpracované písničky ze stejnojmenného alba skupiny Žalman & spol.
- Žalman – Naslouchám tichu Země – 2018, režie Zdeněk Gawlik; celovečerní stylizovaný dokument o Pavlu Žalmanu Lohonkovi